# Altocumulus castellanus

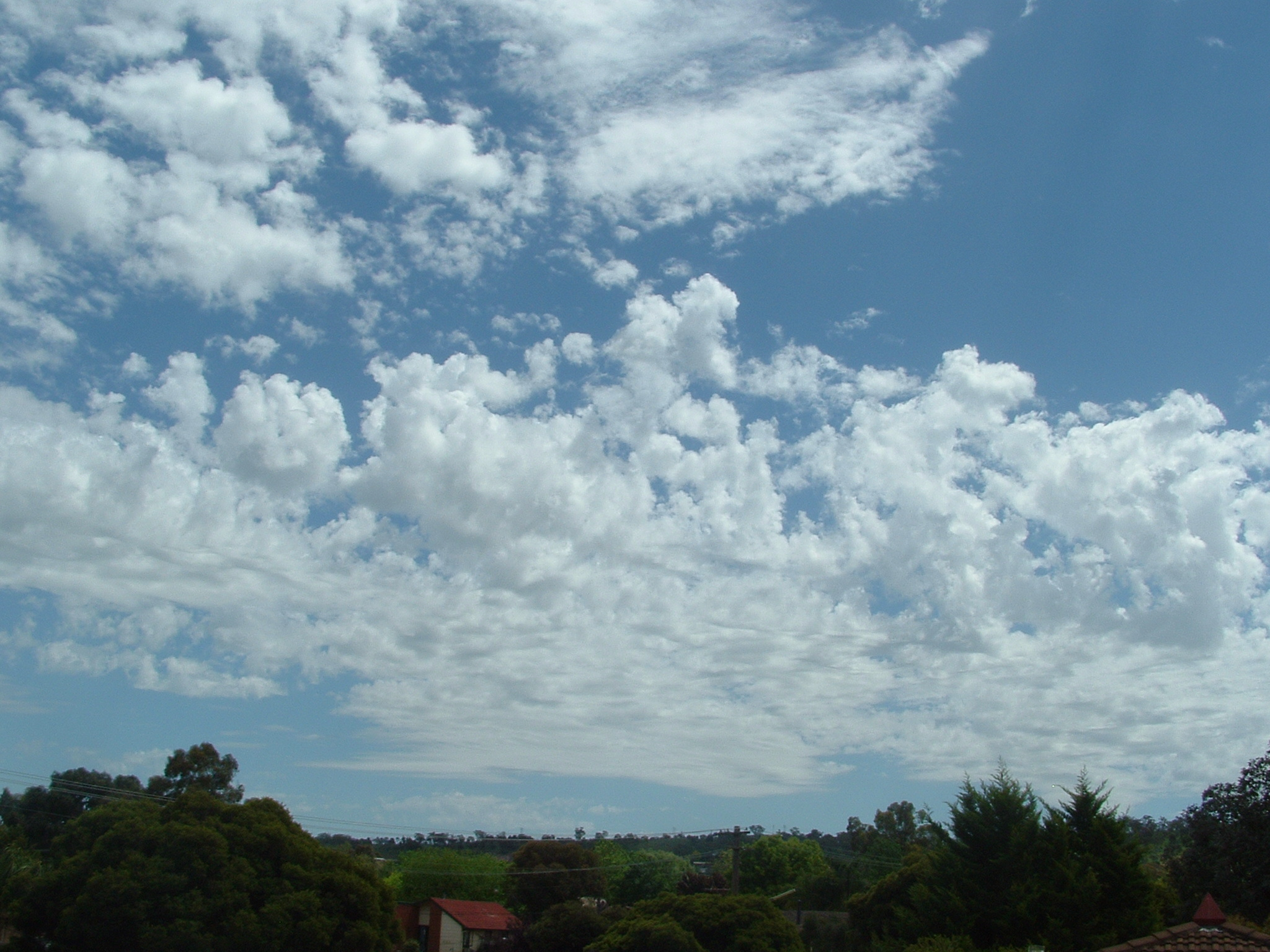
Altocumulus castellanus

Altocumulus castellanus – gatunek chmur Altocumulus. Ma postać niewielkich, kłębiastych wieżyczek lub baszt o wspólnej podstawie, co nadaje im ząbkowany wygląd. Może występować w postaci uszeregowanych linii lub też ławic.
Powiększanie się tych chmur, adekwatne do wzrastającej niestabilności w atmosferze jest oznaką tego, że w najbliższym czasie powstaną burze. Większe chmury Altocumulus castellanus mogą się łączyć i przekształcać w chmury Cumulus, a niekiedy nawet stopniowo w Cumulonimbus.